# Morti nel 1993/Maggio
| Questa pagina contiene informazioni ricavate automaticamente dalle voci biografiche con l'ausilio del template Bio e di un bot. L'aggiornamento è periodico e automatico e ricostruisce completamente la pagina. Se manca una persona in questa lista, sei pregato di non aggiungerla, ma accertati piuttosto che la sua voce biografica contenga il template Bio e che i dati anagrafici siano correttamente compilati. Se il template Bio manca, inseriscilo tu stesso o, in alternativa, metti l'avviso {{tmp\|Bio}} che ne segnala la mancanza. Se i dati riportati sono sbagliati, correggi direttamente la voce biografica; le modifiche saranno visibili in questa lista entro pochi giorni. Per chiarimenti vedi il progetto biografie. La lista contiene solo le 94 persone che sono citate nell'enciclopedia e per le quali è stato implementato correttamente il template Bio. Pagina aggiornata al 3 mar 2024. |

- 1º maggio - Romāns Abžinovs, calciatore lettone (n. 1969)
- 1º maggio - Pietro Acquarone, calciatore italiano (n. 1917)
- 1º maggio - Pierre Bérégovoy, politico francese (n. 1925)
- 1º maggio - Erwan Bergot, militare e scrittore francese (n. 1930)
- 1º maggio - Donald Dupree, bobbista statunitense (n. 1919)
- 1º maggio - Henri Ellenberger, psichiatra svizzero (n. 1905)
- 1º maggio - Warren Perley Knowles, politico e avvocato statunitense (n. 1908)
- 1º maggio - Ranasinghe Premadasa, politico singalese (n. 1924)
- 1º maggio - Nobuyuki Wakai, pilota motociclistico giapponese (n. 1967)
- 2 maggio - Thorkild Jacobsen, assiriologo danese (n. 1904)
- 2 maggio - Monty Southall, pistard britannico (n. 1907)
- 3 maggio - Libero Bigiaretti, poeta, scrittore e traduttore italiano (n. 1905)
- 3 maggio - Robert De Niro, pittore, poeta e scultore statunitense (n. 1922)
- 4 maggio - Bchira Ben Mrad, attivista tunisina (n. 1913)
- 4 maggio - Frank Kudelka, cestista statunitense (n. 1925)
- 4 maggio - Ernst Reitermaier, calciatore austriaco (n. 1918)
- 4 maggio - France Štiglic, regista e sceneggiatore sloveno (n. 1919)
- 5 maggio - Georges Carrier, cestista francese (n. 1910)
- 5 maggio - Jean Földeák, lottatore tedesco (n. 1903)
- 5 maggio - Irving Howe, critico letterario statunitense (n. 1920)
- 5 maggio - Libero Lenti, statistico e economista italiano (n. 1906)
- 5 maggio - Antonio Spavone, mafioso italiano (n. 1926)
- 6 maggio - Rommel Fernández, calciatore panamense (n. 1966)
- 6 maggio - Dorothy B. Hughes, scrittrice e critica letteraria statunitense (n. 1904)
- 6 maggio - Feliciano Iannella, storico e scrittore italiano (n. 1921)
- 6 maggio - Ann Todd, attrice inglese (n. 1909)
- 7 maggio - Alessandra Adari, attrice italiana (n. 1914)
- 7 maggio - Luigi Candiani, architetto italiano (n. 1888)
- 7 maggio - Mary Philbin, attrice statunitense (n. 1902)
- 7 maggio - Hap Sharp, pilota di Formula 1 statunitense (n. 1928)
- 8 maggio - Umberto Colonna, pittore italiano (n. 1913)
- 8 maggio - Enrique Larrinaga, calciatore spagnolo (n. 1910)
- 8 maggio - Alwin Nikolais, coreografo, direttore d'orchestra e compositore statunitense (n. 1910)
- 9 maggio - Mary Duncan, attrice statunitense (n. 1895)
- 9 maggio - Penelope Gilliatt, drammaturga, sceneggiatrice e critica teatrale britannica (n. 1932)
- 9 maggio - Maggie Hemingway, scrittrice britannica (n. 1946)
- 9 maggio - Lamberti Sorrentino, giornalista, rivoluzionario e critico letterario italiano (n. 1899)
- 9 maggio - Freya Stark, viaggiatrice e scrittrice britannica (n. 1893)
- 9 maggio - Albert Sukop, calciatore tedesco (n. 1912)
- 10 maggio - Enrico De Cillia, pittore italiano (n. 1910)
- 10 maggio - Dermot Sheriff, cestista irlandese (n. 1920)
- 10 maggio - Lester del Rey, autore di fantascienza, curatore editoriale e critico letterario statunitense (n. 1915)
- 11 maggio - Torsten Ullman, tiratore a segno svedese (n. 1908)
- 12 maggio - Stanisław Baran, calciatore polacco (n. 1920)
- 12 maggio - Zeno Colò, sciatore alpino e sciatore di velocità italiano (n. 1920)
- 12 maggio - Evert Dolman, ciclista su strada olandese (n. 1946)
- 12 maggio - Ulf Palme, attore svedese (n. 1920)
- 12 maggio - Ferdinando Storchi, politico e sindacalista italiano (n. 1910)
- 13 maggio - Enzo Brunori, pittore italiano (n. 1924)
- 16 maggio - Dezső Ákos Hamza, giornalista, pittore e regista ungherese (n. 1903)
- 16 maggio - Raúl Schiaffino, calciatore uruguaiano (n. 1923)
- 17 maggio - Maurizio Estate,  italiana (n. 1970)
- 17 maggio - Francesco La Rocca, bibliotecario italiano (n. 1948)
- 17 maggio - Robert Lapoujade, regista, pittore e scrittore francese (n. 1921)
- 17 maggio - Lilo Pempeit, attrice e traduttrice tedesca (n. 1922)
- 17 maggio - Domenico Pesce, storico della filosofia italiano (n. 1913)
- 18 maggio - Filippo Carpi De Resmini, avvocato e funzionario italiano (n. 1917)
- 19 maggio - Lucien Troupel, calciatore e allenatore di calcio francese (n. 1919)
- 20 maggio - Dragoljub Janošević, scacchista jugoslavo (n. 1923)
- 21 maggio - John Dutton Frost, ufficiale britannico (n. 1912)
- 21 maggio - Omar Pkhak'adze, pistard sovietico (n. 1944)
- 22 maggio - Herbert Callen, fisico statunitense (n. 1919)
- 22 maggio - Artur Iosifovič Vojteckij, regista sovietico (n. 1928)
- 22 maggio - Carl Johan Wachtmeister, schermidore svedese (n. 1903)
- 23 maggio - Luigi Brunella, calciatore e allenatore di calcio italiano (n. 1914)
- 24 maggio - Giovanni Giraudi, politico italiano (n. 1915)
- 24 maggio - Mieczysław Horszowski, pianista polacco (n. 1892)
- 24 maggio - Juan Jesús Posadas Ocampo, cardinale e arcivescovo cattolico messicano (n. 1926)
- 24 maggio - Filippo Scroppo, pittore italiano (n. 1910)
- 25 maggio - Buddhadasa, monaco buddhista e attivista thailandese (n. 1906)
- 25 maggio - Aridex Calligaris, calciatore italiano (n. 1922)
- 25 maggio - Laura Conti, partigiana, medica e ambientalista italiana (n. 1921)
- 25 maggio - Enzo Melandri, filosofo italiano (n. 1926)
- 25 maggio - John Scott, velista australiano (n. 1934)
- 26 maggio - Kimon Friar, poeta e traduttore statunitense (n. 1911)
- 26 maggio - Fernando Lopez, politico filippino (n. 1904)
- 27 maggio - Martin Gilliat, ufficiale inglese (n. 1913)
- 27 maggio - Enzo Benedetto, pittore e scrittore italiano (n. 1905)
- 27 maggio - Tony Del Monaco, cantante italiano (n. 1935)
- 27 maggio - Serge Leroy, regista e sceneggiatore francese (n. 1931)
- 27 maggio - Roger MacDougall, sceneggiatore e commediografo scozzese (n. 1910)
- 27 maggio - Werner Stocker, attore tedesco (n. 1955)
- 28 maggio - Ugo Locatelli, calciatore italiano (n. 1916)
- 28 maggio - Horia Sima, politico rumeno (n. 1907)
- 29 maggio - Billy Conn, pugile statunitense (n. 1917)
- 29 maggio - Paul Malvern, produttore cinematografico e attore statunitense (n. 1902)
- 29 maggio - Leopoldo Massimilla, ingegnere italiano (n. 1930)
- 30 maggio - Gisella Floreanini, politica italiana (n. 1906)
- 30 maggio - Lien Gisolf, altista olandese (n. 1910)
- 30 maggio - Melvin Spencer Newman, chimico statunitense (n. 1908)
- 30 maggio - Sun Ra, pianista, compositore e poeta statunitense (n. 1914)
- 30 maggio - Solly Yach, pallanuotista sudafricano (n. 1927)
- 31 maggio - Max Delys, attore francese (n. 1951)
- 31 maggio - Vinigi Lorenzo Grottanelli, etnologo italiano (n. 1912)